# Siurana (Girona)
Siurana egy község Spanyolországban, Girona tartományban. Siurana Vilamalla, Fortià, Riumors, Torroella de Fluvià, Palau de Santa Eulàlia és Garrigàs községekkel határos. Lakosainak száma 180 fő (2024).

## Népesség
A település népessége az elmúlt években az alábbi módon változott:
| Lakosok száma | 72   | 272  | 270  | 246  | 171  | 180  | 206  | 150  | 168  | 180  |
|               | 1717 | 1887 | 1936 | 1960 | 1986 | 2004 | 2009 | 2014 | 2019 | 2024 |